# Bohdalec
Bohdalec (in tedesco Bohdaletz) è un comune ceco situato nel distretto di Žďár nad Sázavou, nella regione di Vysočina.